# Bólu-Hjálmar

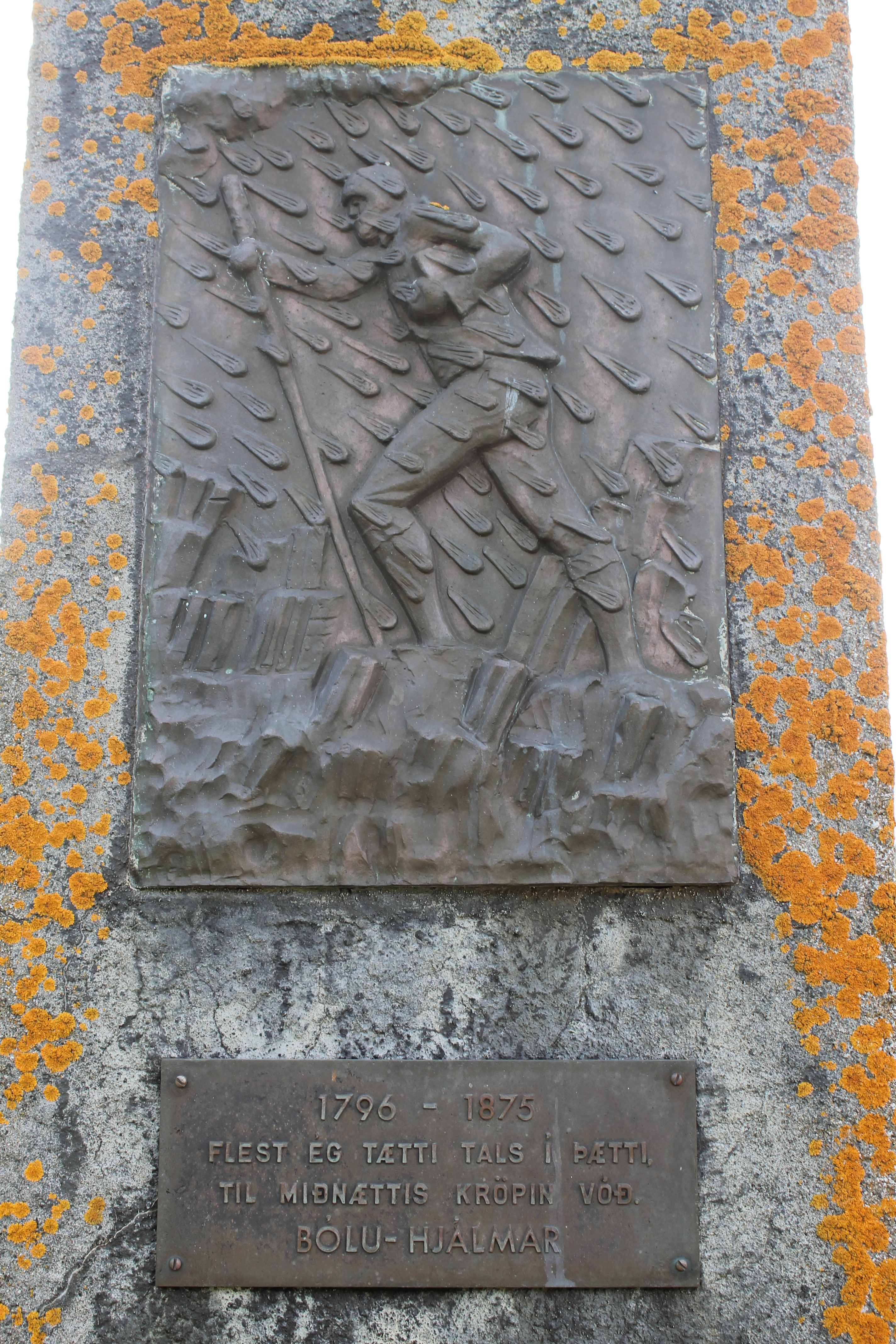
Tafel am Denkmal für Bólu-Hjálmar am Gehöft Bóla

Bólu-Hjálmar (eigentlich Hjálmar Jónsson; * 29. September 1796 in Halland, Eyjafjörður; † 25. Juli 1875 in Víðimýri, Skagafjörður) war ein isländischer Lyriker.

## Leben
Hjálmar war der uneheliche Sohn einer Bettlerin und wurde von einer Bäuerin aufgezogen. Als Erwachsener wurde er ebenfalls Bauer in Bólstaðargerði, lebte aber zeit seines Lebens in Armut. Ständig lag er im Streit mit seinen großbäuerlichen Nachbarn, die ihm unterstellten, ein Dieb zu sein.
Hjálmar war verheiratet und hatte sieben Kinder. Der Name Bólu-Hjálmar bezieht sich auf seinen Wohnsitz, das Gehöft Bóla.

## Werke
Seine satirischen Gedichte und Rímur wurden erst postum, ab 1879, veröffentlicht.
Ins Deutsche übersetzt wurde z. B. das Gedicht Feigur Fallandason, das seine schwierige Lebenssituation und Armut zum Thema hat:
Der Todgeweihte
Schon schwer gelingt mir ein Gedicht;
kann kaum den Schreibspeer führen
Ich schlafe wenig nachts vor Gicht
und frier' dabei und hab' kein Licht
und kann vor Kälte kaum die Glieder rühren.(...)